# Farglory THE ONE
 (janvier 2021).
Si vous disposez d'ouvrages ou d'articles de référence ou si vous connaissez des sites web de qualité traitant du thème abordé ici, merci de compléter l'article en donnant les références utiles à sa vérifiabilité et en les liant à la section « Notes et références ».
Le Farglory THE ONE (遠雄THE ONE) est un gratte-ciel résidentiel de Kaohsiung, à Taïwan. Il se situe dans le district de Cianjhen. Le bâtiment a une hauteur de 268,6 mètres, avec 70 étages et 7 étages souterrains. La superficie est de 166 415,76 m2. Il a été achevé en 2019. 
Il s'agit actuellement du deuxième plus haut gratte-ciel de Kaohsiung et du quatrième plus haut de Taïwan. 
L'immeuble a été conçu par l'architecte taiwanais C.Y. Lee.